# Ramon Piqué i Huerta
Ramon Piqué i Huerta   (Montcada i Reixac, 1961) és un activista polític català, investigador en tecnologies de la traducció, professor jubilat de la Universitat Autònoma de Barcelona i president de l'Associació Memòria contra la Tortura.

## Trajectòria
Piqué va ser un dels independentistes detinguts el 1992 en el marc de l'Operació Garzón, per la qual el Tribunal Europeu de Drets Humans l'any 2004 va acabar condemnant el Regne d'Espanya per no haver obert cap investigació sobre les denúncies de tortures presentades. El 2008 impulsa, des de l'Associació Memòria contra la Tortura i juntament amb Acció dels Cristians per a l'Abolició de la Tortura, la traducció al català del «Protocol d'Istanbul. Manual per a la investigació i la documentació de la tortura», obra que va ser reeditada el 2016 pel Departament de Justícia de la Generalitat de Catalunya.
El 2015 va ser elegit regidor per la CUP a l'Ajuntament de Sant Cugat del Vallès. En representació de la força més votada a la Floresta, Piqué va ser nomenat president del Consell de Barri, càrrec que va mantenir fins al 2017. Sota el seu mandat, es van impulsar diverses iniciatives d'empoderament veïnal amb perspectiva transformadora, com ara la implicació del veïnat en espais de participació comunitària i la modificació dels pressupostos participatius.

## Selecció de publicacions
- Lecha, Pere; Piqué, Ramon (2024). Toni Lecha (1943-2013): prendre partit. Edicions del 1979. ISBN 978-84-128181-4-7.
- Ferrer, Maria; Lecha, Pere; Piqué, Ramon (2018). Una altra Floresta és possible: experiències d’apoderament comunitari a Collserola. Barcelona: Pol·len. ISBN 978-84-16828-48-7.